# Alton Kelley
Alton Kelley (ur. 17 czerwca 1940, zm. 1 czerwca 2008) był amerykańskim artystą najlepiej znanym ze swojej psychodelicznej sztuki, w szczególności plakatów koncertowych i okładek płyt z lat sześćdziesiątych. Celem tworzenia i sprzedaży psychodelicznej sztuki założył wraz z Rickiem Griffinem, Stanleyem Mouse, Victorem Moscoso i Wesem Wilsonem agencję dystrybucyjną Berkeley Bonaparte.
Wraz ze Stanleyem Mouse stworzył między innymi skrzydła i chrząszcze widniejące na wszystkich okładkach grupy Journey, a także obraz przedstawiający czaszkę i róże dla Grateful Dead. Sztuka Kelleya została także opublikowana na wydanym w 1971 albumie koncertowym tej formacji (Grateful Dead), z dołączeniem czarno białej ilustracji szkieleta autorstwa Edmunda Sullivana, która oryginalnie pojawiła się na dziewiętnastowiecznej edycji Rubáiyát of Omar Khayyám.
W 1995, aby zebrać pieniądze dla Fundacji Jacka Kerouaca, zaprojektował i wydał limitowaną edycję plakatów z wizerunkiem artysty.
1 czerwca 2008, w wieku 67 lat, zmarł po długiej chorobie.